# Potito Pedarra
Potito Pedarra (Ascoli Satriano, 13 agosto 1945 – Milano, 19 novembre 2020) è stato un musicologo italiano, specializzatosi nell'operato artistico di Ottorino Respighi.

## Biografia
Trascorsa l'infanzia nel paese d'origine, si trasferisce a Milano dove studia e lavora come designer. Appassionato di musica, comincia le sue ricerche sulle opere di Ottorino Respighi.
Per aver contribuito a ricreare un nuovo interesse attorno all'opera e alla figura di Respighi, nel 1980 riceve prima l'incarico di segretario generale dell'Accademia Musicale Ottorino Respighi A.M.O.R. di Assisi e, un anno dopo, la carica di Presidente; negli stessi anni rivestiva la carica di presidente onorario Antal Doráti, uno dei maggiori direttori d'orchestra respighiani. Fino al 1982 s'impegna nelle celebrazioni del “1º Centenario della nascita di Ottorino Respighi”.
Nel 1984 Elsa Respighi, vedova del compositore, e Casa Ricordi gli affidano il compito di ricercare i manoscritti autografi respighiani custoditi in diverse biblioteche e musei italiani e stranieri. A seguito dei suoi ritrovamenti, l'attenzione di studiosi, da Alberto Cantù a Piero Santi, da Sergio Martinotti a Flamm Christoph Flamm,  si concentra su Respighi, e nel volgere di pochi anni vengono date alla luce diverse importanti pubblicazioni specialistiche.
Per volontà di Elsa Respighi gli viene affidato l'incarico di realizzare il catalogo delle opere del maestro. Nel 1986 inizia la collaborazione con la Fondazione Cini di Venezia.
Nel 1993 promuove con altri studiosi il convegno "Respighi giovanile" dedicato alle opere giovanili del compositore. I contributi dati dai partecipanti al convegno, svoltosi presso il Centro Culturale Rosetum di Milano, sono stati pubblicati in due numeri della rivista Civiltà Musicale di cui, nello stesso anno e fino al 2000, diventa collaboratore e redattore.
Collabora con John C.G. e Janet Waterhouse alla realizzazione del label "Ottorino Respighi" per la Grove Dictionary of Music and Musicians.
Dopo aver pubblicato Il pianoforte nella produzione giovanile di Respighi, per diffondere i risultati delle sue scoperte, cura la "Biblioteca Economica di Musicologia" per BEM e Gli Anniversari musicali del 1997, raccolta di saggi dedicati a personalità musicali scomparse di recente come Elsa Olivieri Sangiacomo. 
Il Catalogo delle opere di Ottorino Respighi, in costante aggiornamento, è stato arricchito con un indice tematico e parzialmente pubblicato (relativamente alla parte pianistica giovanile) ne Il pianoforte nella produzione giovanile di Respighi.
Lo studioso si è occupato dei Carteggi respighiani, divisi in volumi; altresì di un Catalogo iconografico e altri studi genealogici su i vari rami della famiglia Respighi, dal XVI secolo ad oggi.
Il risultato della ricerca di Potito Pedarra è la catalogazione e la descrizione della collocazione di tutti i manoscritti respighiani noti (I - Opere databili, II - Opere non databili, III - Schizzi ed abbozzi, IV - Musiche di Ottorino Respighi trascritte da altri autori), conservati presso le cinque più importanti biblioteche respighiane esistenti (Siena, Torino Venezia, Bologna e New York) e non noti.  

## Archivio respighiano privato
Potito Pedarra ha inoltre messo a disposizione di studiosi italiani e stranieri presso la sua casa di Milano l'Archivio respighiano privato, per favorire lo sviluppo degli studi intorno alla figura del compositore bolognese.
Tale archivio respighiano, per decenni ha trasformato la sua casa in una “meta di pellegrinaggio” per musicologi, musicisti e direttori d'orchestra desiderosi di approfondire all'inizio la conoscenza dell'arte e della personalità di Ottorino Respighi, poi, dopo la sua morte, anche quella di Elsa Olivieri Sangiacomo.
La peculiarità del suo archivio è di essere una miniera inesauribile di quasi tutte le “carte” sparse per il mondo, rare volte autografe e di solito in facsimile del manoscritto, cui si aggiunge, in moltissimi casi, l'edizione a stampa. 
Tale archivio è in continuo aggiornamento grazie alle nuove acquisizioni della figlia dello studioso, Floriana Pedarra, che ne prosegue gli studi, cui si deve la realizzazione del Centro Studi Respighiani "Potito Pedarra".

## Scritti
- Respighi: le musiche inedite, la catalogazione delle opere e la preparazione degli opera omnia / Potito Pedarra Firenze : L. Olschki, 1988
- Elenco dei manoscritti autografi di Ottorino Respighi : custoditi nel Fondo Ottorino Respighi a Venezia presso la Fondazione Giorgio Cini..Milano : s.n.!, 1985
- Elenco dei manoscritti autografi di Ottorino Respighi : custoditi nel Civico Museo Bibliografico di Bologna ...Milano : s.n., 1985
- Elenco dei manoscritti autografi di Ottorino Respighi : custoditi nell'Accademia Chigiana di Siena e nell'Archivio storico del Teatro Regio a Torino... Milano : s.n.!, 1985
- Elenco dei manoscritti autografi di Ottorino Respighi, in Respighi compositore di Alberto Cantù, Eda, Torino, 1985.
- Catalogo delle opere di Ottorino Respighi, in Ottorino Respighi, Torino, ERI, 1985.
- Le musiche inedite, relazione per il convegno di studi dedicato a Ottorino Respighi / di Potito Pedarra [Venezia : Fondazione Giorgio Cini, 1986]
- Respighi e il mito dell'arcaico all'inizio del 20. secolo : attualità di Ottorino Respighi / Milano : La Bottega Discantica, 1990
- I «balletts russes» di Serghej Diaghilev e Le astuzie femminili di Cimarosa - Respighi / di Potito Pedarra Milano : La bottega discantica, 1991
- Atti del Convegno “Respighi Giovanile, a cura di Adriano Bassi e Potito Pedarra, Milano, Rosetum, 1993.
- Il pianoforte nella produzione giovanile di Respighi Venezia : Fondazione Giorgio Cini, 1994
- Il pianoforte nella produzione giovanile di Respighi, Milano, Rugginenti, 1995.
- Gli Anniversari musicali del 1997, a cura di Potito Pedarra e Piero Santi, Milano, Rosetum, 1997.
- Musiche inedite di Ottorino Respighi a cura di Potito Pedarra]Sondrio : CID, 2001
- Note sulla relazione della Collana di manoscritti autografi in facsimile di Ottorino Respighi, Roma : Istituto Storico Germanico di Roma, 2002